# Boholské moře
Boholské moře, též Mindanajské moře, je část Tichého oceánu uvnitř souostroví Filipíny, mezi Visayskými ostrovy a ostrovem Mindanao. Moře leží jižně od ostrovů Bohol a Leyte, a severně od ostrova Mindanao. Největší ostrovy v Boholském moři jsou Siquijor a Camiguin.
K větším filipínským městům u Boholského moře patří Cagayan de Oro, Iligan, Butuan, Dumaguete, Ozamiz a Tagbilaran.
Moře je spojeno s Filipínským mořem přes průliv Surigao, s Camotským mořem přes kanál Canigao a průliv Cebu, a se Suluským mořem přes průliv mezi ostrovem Negros a poloostrovem Zamboanga.